# Je t'ai trop attendue
Pour plus de détails, voir Fiche technique et Distribution.
Je t'ai trop attendue (I've Been Waiting for You) est un téléfilm américain réalisé par Christopher Leitch, d'après le roman Gallows Hill de Lois Duncan, sorti à la télévision en 1998.

## Synopsis
Une jeune fille âgée de 17 ans, Sarah, et sa mère, emménagent dans une maison qui a la réputation d'être hantée. D'étranges événements secouent alors le quartier, faisant ressurgir la légende d'une sorcière ayant logé dans ladite maison plusieurs centaines d'années auparavant.

## Fiche technique
- Titre original : I've Been Waiting for You
- Titre français : Je t'ai trop attendue
- Réalisation : Christopher Leitch[1]
- Scénario : Duane Poole, d'après le roman de Lois Duncan Gallows Hill
- Direction artistique : Shannon Grover
- Décors : Mary-Lou Storey
- Costumes : Christina McQuarrie
- Photographie : Jon Joffin
- Montage : John Duffy
- Musique : Jeff Eden Fair et Starr Parodi
- Casting : Dianne Young
- Production : Gerald T. Olson ; Bonnie Raskin et Joel S. Rice (exécutif)
- Sociétés de production : Bonnie Raskin Productions, NBC Studios, WildRice Productions
- Sociétés de distribution : National Broadcasting Company (télévision), PM Home Video (DVD)
- Pays d'origine :  États-Unis
- Langue originale : anglais
- Format : couleur - 35 mm - 1,33:1 - son stéréo
- Genre : Horreur, thriller, slasher
- Durée : 90 minutes
- Dates de sortie :
  - États-Unis : 22 mars 1998 sur NBC[2]
  - France : 4 mars 2000[2]
- Public : interdit aux moins de 16 ans lors de sa sortie en France[3]

 Sauf indication contraire, les informations mentionnées dans cette section peuvent être confirmées par la base de données cinématographiques IMDb,  présente dans la section « Liens externes ».

## Distribution
- Sarah Chalke (VF : Virginie Méry) : Sarah Zoltanne
- Soleil Moon Frye (VF : Sylvie Jacob) : Kyra Thompson
- Ben Foster (VF : Alexandre Gillet) : Charlie Gorman
- Christian Campbell (VF : Maël Davan-Soulas) : Eric Garrett
- Maggie Lawson (VF : Vanina Pradier) : Debbie Murdock
- Chad Cox (VF : Fabrice Josso) : Kevin Lane
- Tom Dugan (en) (VF : Pascal Renwick) : Ted Rankin
- Julie Patzwald (VF : Barbara Delsol) : Misty
- Markie Post (VF : Frédérique Tirmont) : Rosemary Zoltanne
- Kathleen Duborg : Miss Elting
- Laura Mennell : Sarah Lancaster
- Gillian Barber : la mère d'Eric

 Source et légende : version française (VF) sur RS Doublage et selon le carton du doublage français sur le DVD zone 2.